# BOSS-CUBE
BOSS-CUBE ist ein elektronisches Handelssystem der Deutsche Börse AG bzw. der Deutsche Börse Systems AG für den Einsatz an der Börse. Der Name setzt sich aus den Abkürzungen für „Börsen-Order-Service-System“ und „Computer-Unterstütztes-Börsenhandels-und-Entscheidungssystem“ zusammen.

## Aufgaben
Mit dem System BOSS werden Orders durch den Händler erstellt und an den Kursmakler weitergeleitet, der den Preis der gehandelten Aktie feststellt. Das System zeigt dem Kursmakler auch die Orderhistorie und unterstützt damit die Kursbestimmung. CUBE ist ein Verfahren zur Kursbestimmung.  Das System stellt den Teilnehmern Marktinformationen in Echtzeit zur Verfügung.

## Geschichte
BOSS-CUBE wurde seit 1992 zusammen mit dem Börsenorderabwicklungssystem Böga als BOSS/Böga an allen deutschen Börsen eingesetzt. Im Jahr 2000 wurde BOSS-CUBE in Xontro umbenannt.